# Patrimonialgericht Laudenau
Das Patrimonialgericht Laudenau war ein Patrimonialgericht der Freiherren von Gemmingen in der Grafschaft Erbach.

## Zugehörigkeit
Das Patrimonialgericht Laudenau bestand aus den Dörfern
- Klein-Gumpen,
- Laudenau und
- Winterkasten.[1]

Diese drei Dörfer hatten 1826/27 bei Auflösung des Gerichts 954 Einwohner. Sie gehörten zur Grafschaft Erbach und deren Amt Reichenberg. Das Patrimonialgericht aber hatten die Freiherren von Gemmingen inne.

## Entwicklung
Die Patrimonialgerichtsbarkeit umfasste nicht nur die erstinstanzliche Rechtsprechung, sondern auch eine Reihe von Kompetenzen im Bereich der öffentlichen Sicherheit und Ordnung, ähnlich der eines Amtes. Der moderne Staat war daher im Sinne des Gewaltmonopols bestrebt, solche hoheitlichen Kompetenzen selbst zu übernehmen.
Die Mediatisierung 1806 unterstellte die Grafschaft Erbach dem Großherzogtum Hessen. Dabei blieben allerdings die überkommenen Hoheitsrechte der bisherigen Inhaber unangetastet. Während es dem Staat gelang, 1822 die Hoheitsrechte des Hauses Erbach – auch bezüglich des Amtes Reichenberg – zu übernehmen, dauerte es bis 1826, bevor ein entsprechender Vertrag mit der Familie von Gemmingen zustande kam. Die Gerichtsbarkeit wurde vom Staat dabei „provisorisch“ dem Landgericht Lichtenberg übertragen, endgültig dann 1828 dem Landgericht Michelstadt.